# Willie et Phil
Pour plus de détails, voir Fiche technique et Distribution.
Willie et Phil (Willie and Phil) est un film américain réalisé par Paul Mazursky et sorti en 1980.

## Synopsis
Le film est un remake de Jules et Jim et un hommage à François Truffaut; deux amis sont amoureux de la même femme.

## Fiche technique
- Titre français : Willie et Phil[3]
- Titre original : Willie and Phil
- Réalisation : Paul Mazursky
- Scénario : Paul Mazursky
- Production : 20th Century-Fox
- Photographie : Sven Nykvist
- Musique : Claude Bolling, Georges Delerue
- Montage : Donn Cambern
- Durée : 115 minutes
- Dates de sortie: 
  - États-Unis : 15 août 1980
  - France : 19 novembre 1980[3]

## Distribution
- Michael Ontkean : Willie Kaufman
- Margot Kidder : Jeannette Sutherland
- Ray Sharkey : Phil D'Amico
- Jan Miner : Maria Kaufman
- Tom Brennan : M. Sal Kaufman
- Julie Bovasso : Mme D'Amico
- Louis Guss : M. D'Amico
- Kathleen Maguire : Mme Sutherland
- Kaki Hunter : Patti Sutherland
- Kristine DeBell : Rena
- Alison Cass Shurpin : la quatrième Zelda Kaufman
- Christine Varnai : la troisième Zelda Kaufman
- Walter N. Lowery : Park Bum
- Jerry Hall : Karen
- Natalie Wood : elle-même

## Contexte
L'action se situe à Greenwich Village dans les années 1970.

## Critiques
Pour Le Monde, « Le film de Mazursky est habile », mais « l'histoire revêt parfois un caractère démonstratif, pour ne pas dire mécanique, qui lui enlève beaucoup de sa séduction ».